# McDonough (Nueva York)
McDonough es un pueblo ubicado en el condado de Chenango en el estado estadounidense de Nueva York. En el año 2000 tenía una población de 870 habitantes y una densidad poblacional de 8.6 personas por km².

## Geografía
McDonough se encuentra ubicado en las coordenadas 42°13′44″N 75°31′33″O / 42.22889, -75.52583.

## Demografía
Según la Oficina del Censo en 2000 los ingresos medios por hogar en la localidad eran de $29,402, y los ingresos medios por familia eran $33,125. Los hombres tenían unos ingresos medios de $26,974 frente a los $19,231 para las mujeres. La renta per cápita para la localidad era de $15,558. Alrededor del 9.8% de la población estaban por debajo del umbral de pobreza.